# Аскулум
Аскулум (Asculum, Asclum, Ausclum, Osculum) e древен град, столица на Пиценум, в Апулия, Италия. Днес e античното име на двата града Асколи Сатриано и Асколи Пичено (Ascoli).
Градът е известен с това, че при него се провеждат сраженията:
- Битка при Аскулум, битка 279 пр.н.е. по време на Пировата война
- Битка при Аскулум (209 пр.н.е.) (или Битка при Канузиум)
- Битка при Аскулум (89 пр.н.е.) по време на Съюзническата война [1]
- Битка 1041 г. между Византия и норманите.

През 269 пр.н.е. попада под римско владение.
Вероятно е родно място на Помпей Велики и баща му Гней Помпей Страбон.